# كليفورد جيرتز
كليفورد غيرتز (23 أغسطس 1926 - 30 أكتوبر 2006)، هو واحد من أبرز علماء الأنثروبولوجيا الأميركيين وأكثرهم  تأثيراً خلال العقود الأخيرة من القرن العشرين. وُلد عام 1926م. وقد تحصّل على الإجازة في اللغة الأنجليزية سنة 1950م بجامعة أنتيوك في أوهايو. وانتقل في الدراسات العليا إلى دراسة الفلسفة ثمّ الانثروبولوجيا وتمكّن من نيل شهادة الدكتوراه من جامعة هارفارد سنة 1956م.
درّس مادة العلاقات الاجتماعيّة وعمل باحثا مشاركا في «مختبر العلاقات الاجتماعيّة» في جامعة هارفارد (1956-1957) وبين 1958 و1960 عمل أستاذا مساعدا للانثروبولوجيا في جامعة كاليفورنيا في باركلي ثمّ في جامعة شيكاغو (1960-1961). ترأّس لجنة الدراسات المقارنة للدول الجديدة (1968-1970). وعمل مستشارا للعلوم الاجتماعيّة في مؤسّسة فورد بأندونيسيا قبل أن يلتحق بكلية علم الاجتماع في معهد الدراسات المتقدّمة بجامعة برنستون.
وهو يعدّ مؤسس المدرسة التأويلية في الأنثروبولوجيا وقد أولى عناية خاصة بدراسة الرموز في الثقافة لإيمانه  بأنّ هذه الرموز هي  التي تضفي معنى ونظاماً على حياة الإنسان.  وكان له بذلك إسهام هام جدّا في تطوير دراسة الأنساق الرمزيّة والثقافيّة داخل الممارسات الانثروبولوجيّة منهجا وتنظيرا. وفي عام 1951 قام بأبحاث ميدانية في جاوة بإندونيسيا واشتغل على موضوع الدين ودوّن نتائج أبحاثه في كتاب «الدين في جاوة» (The religion of Java) عام 1960. ثمّ انتقل إلى المغرب وقام بأبحاث بين 1963 و1971 وكانت من نتيجتها كتابه «ملاحظة الإسلام: التطورات الدينية في المغرب وإندونيسيا» 1968.
وكان لكتابه تأويل الثقافات وقع كبير في عالم الفكر وفي حقل الأنثروبولوجيا والدراسات التراثية على وجه الخصوص. وهو مجموعة مقالات نشرها غيرتز في الستينات من القرن الماضي، وهو يعترف بأنه لم يجد ما يربط بينها سوى أنها من تأليفه. إلا أنه عاد فوجد أن ما يجمع بينها هو أنها كلها تعالج مسائل تتعلق بالثقافة من وجهة نظر «الأنثروبولوجيا الرمزية» التي اتخذها منهجاً له

## دراسات حول كليفورد غيرتز
·  دورتيه، جان فرانسوا. (2009). معجم العلوم الإنسانيّة (كتورة، جورج. مترجم). (ط.1). أبو ظبي- الإمارات العربيّة المتّحدة: كلمة. بيروت-لبنان: مجد المؤسسة الجامعيّة للدراسات والنشر والتوزيع. ص ص 782-783.
·  صالحي، محمد براهيم. (2010). الدين بوصفه شبكة دلاليّة: مقاربة كليفورد غيرتز (مصطفى مرضي، مترجم). إنسانيّات. 50. ص ص 29-42. تم استرجاعها بتاريخ 26 أفريل 2013 من: http://insaniyat.revues.org/5064#ftn1
·  غيرتز، كليفورد. (2009، ديسمبر). تأويل الثقافات. (محمد بدوي، مترجم). (ط.1).  بيروت-لبنان: المنظمة العربيّة للترجمة، مركز دراسات الوحدة العربيّة. ص ص 44-55.
منديب، عبد الغني. (2012، صيف). الانثروبولوجيا التأويليّة والإسلام بالمغرب مقارنة بين غيرتز وايكلمان. ضمن رباط الكتب، 12، تم استرجاعها بتاريخ 26 أفريل 2013
المصدر: مؤسسة مؤمنون بلاحدود.

## الأفكار الرئيسة والمساهمات
في جامعة شيكاغو، أصبح غيرتز رائدًا في علم الأنثروبولوجيا الرمزية، وهو مجال يولي اهتمامًا كبيرًا لدور الرموز في بناء المعنى العام. في عمله الريادي تأويل الثقافات (1973)، عرّف غيرتز الثقافة على أنها «نظام من المفاهيم المتوارثة يُعبر عنها بنماذج رمزية للوسائل التي ينقل بها البشر ويخلدون ويطورون معرفتهم عن الحياة ومواقفهم منها»
وكان من أوائل العلماء الذين لاحظوا أن الأفكار التي قدمتها اللغة المشتركة والفلسفة والتحليل الأدبي يمكن لها أن تكون ذات قوة إيضاحية هامة في العلوم الاجتماعية. سعى غيرتز إلى يضيف إلى العلوم الاجتماعية فهم وتقدير مصطلح «التوصيف الكثيف». وقد طبق غيرتز مبدأ التوصيف الكثيف على الدراسات الأنثروبولوجية (بالأخص دراسته الخاصة «الأنثروبولوجيا التأويلية»)، حاثًا علماء الأنثروبولوجيا على النظر بالقيود المفروضة عليهم من قبل عالمهم الثقافي عند محاولة تقديم رؤية في ثقافات الآخرين. وضع نظرية ذات انعكاسات على العلوم الاجتماعية الأخرى؛ على سبيل المثال، أكد غيرتز أن الثقافة كانت في الأساس سيميائية بطبيعتها، ولهذه النظرية تداعيات على العلوم السياسية المقارنة.
إن ماكس فيبر وعلومه الاجتماعية التأويلية حاضران بقوة في أعمال غيرتز. يناقش غيرتز بنفسه حول استحضار مفهوم «سيميائي» للثقافة: «ان مقتنع مع ماكس فيبر أن الإنسان حيوان عالق في شبكات رمزية نسجها بنفسه حول نفسه» مسترطدًا: «أنا أنظر إلى الثقافة على أنها تلك شبكات، وبالتالي فإن تحليلها لا يجب أن يكون علمًا تجريبيًا يبحث عن قانون بل علمًا تأويليًا يبحث عن معنى. وهكذا أن أبحث عن الشرح، شرح التعبيرات الاجتماعية وإجلاء غوامضها الظاهرة على السطح»
يناقش غيرتز إنه لتفسير شبكات الثقافة الرمزية، يتعين على العلماء أولاً عزل عناصرها وتوصيف العلاقات الداخلية بين تلك العناصر وتحديد خصائص النظام بأكمله بطريقة عامة مبنية على الرموز الأساسية التي ينتظم حولها، أو على البنى الكامنة وراء التعبير السطحي، أو على المبادئ الأيديولوجية التي يستند إليها النظام. رأى غيرتز أن الثقافة أمرٌ عام لأن «المعنى  كذلك» وأنظمة المعاني هي التي تنتج الثقافة لأنها ملكية جماعية لأشخاص معينين. ليس بوسعنا اكتشاف معنى الثقافة أو أن نفهم أنظمة معانيها عندما «نعجز عن تثبيت أقدامنا معها» حسبما أشار فيتغنشتاين. يرغب غيرتز من المجتمع أن يدرك أن الأفعال الاجتماعية أكبر من حجمها؛ وأنها تشير إلى قضايا أكبر، والعكس صحيح، لأنها «وجدت لهذا الغرض بالذات».
«ليست مجموعة من البيانات غير المؤولة والتوصيفات الضعيفة جوهريًا ما ينبغي أن نقيس حجة تأويلاتنا بها، إنما يتعين علينا أن نقيسها بقوة المخيلة العلمية كي تقتادنا إلى الاتصال مع حياة الغرباء»
يكمن هدف النهج السيمائي للثقافة بالسعي إلى التعامل مع مواضيع الثقافات الأجنبية والدخول إلى عالمها المفاهيمي. النظرية الثقافية ليست سيدة نفسها؛ وفي نهاية المطاف يتوجب علينا أن نعرب عن تقديرنا لكون عمومية «التوصيف الكثيف» تستنبط وسيلة كي تنبثق من دقة فروقاته وليس من الرؤية لصورته التجريدية. والمهمة الأساسية هنا المتمثلة في بناء النظرية تكمن  بعدم تدوين القواعد القانونية المجردة، بل في جعل التوصيف الكثيف ممكنًا؛  وتجنب التعميم بين الحالات، إنما التعميم ضمنها.
إن مقاله «اللعب العميق: ملاحظات حول صراع الديكة في بالي» الذي كثيرًا ما يستشهد به هو المثال الكلاسيكي للوصف المكثف، وهو مفهوم اقتبسه من الفيلسوف البريطاني غلبرت رايل. التوصيف الكثيف هو أسلوب أنثروبولوجي لتفسير السبب وراء الأفعال الإنسانية بأكبر قدر ممكن من التفاصيل. يمكن للعديد من الأفعال الإنسانية أن تعني العديد من الأشياء المختلفة، وأصرّ غيرتز على أن عالم الأنثروبولوجيا بحاجة إلى أن يكون على دراية بذلك الأمر. وقد أثبت هذا العمل تأثيره بين المؤرخين الذين حاول العديد منهم استخدام هذه الأفكار حول «مغزى» الممارسة الثقافية في دراسة عادات وتقاليد الماضي.
خلال مسيرة غيرتز الطويلة عمل من خلال مجموعة متنوعة من المراحل النظرية والمدارس الفكرية. كتب غيرتز في مقاله «روح الجماعة والنظرة إلى العالم وتحليل الرموز المقدسة» الذي نُشر في كتابه عام 1973 بعنوان تأويل الثقافات «من الواضح أن المسعى الرامي لمنح التجربة مغزى ما، ومنحها الشكل والنظام هو مسعى حقيقي وإلحاحي كما الاحتياجات البيولوجية المألوفة...». وهو تصريح يعكس ميل مبكر نحو المدرسة الفكرية الوظائفية.

## روابط خارجية
- كليفورد جيرتز على موقع الموسوعة البريطانية (الإنجليزية)
- كليفورد جيرتز على موقع إن إن دي بي (الإنجليزية)